# Communauté de communes Volvic Sources et Volcans
Die Communauté de communes Volvic Sources et Volcans ist ein ehemaliger französischer Gemeindeverband mit der Rechtsform einer Communauté de communes im Département Puy-de-Dôme in der Region Auvergne-Rhône-Alpes. Sie wurde am 10. Dezember 2002 gegründet und umfasste sieben Gemeinden. Der Verwaltungssitz befand sich im Ort Volvic.

## Historische Entwicklung
Mit Wirkung vom 1. Januar 2017 fusionierte der Gemeindeverband mit  
- Communauté de communes Limagne d’Ennezat und
- Riom Communauté

und bildete so die Nachfolgeorganisation Communauté de communes Riom Limagne et Volcans.

## Ehemalige Mitgliedsgemeinden
1. Chanat-la-Mouteyre
2. Charbonnières-les-Varennes
3. Châtel-Guyon
4. Pulvérières
5. Saint-Ours
6. Sayat
7. Volvic